# 재통일 이후 독일의 역사

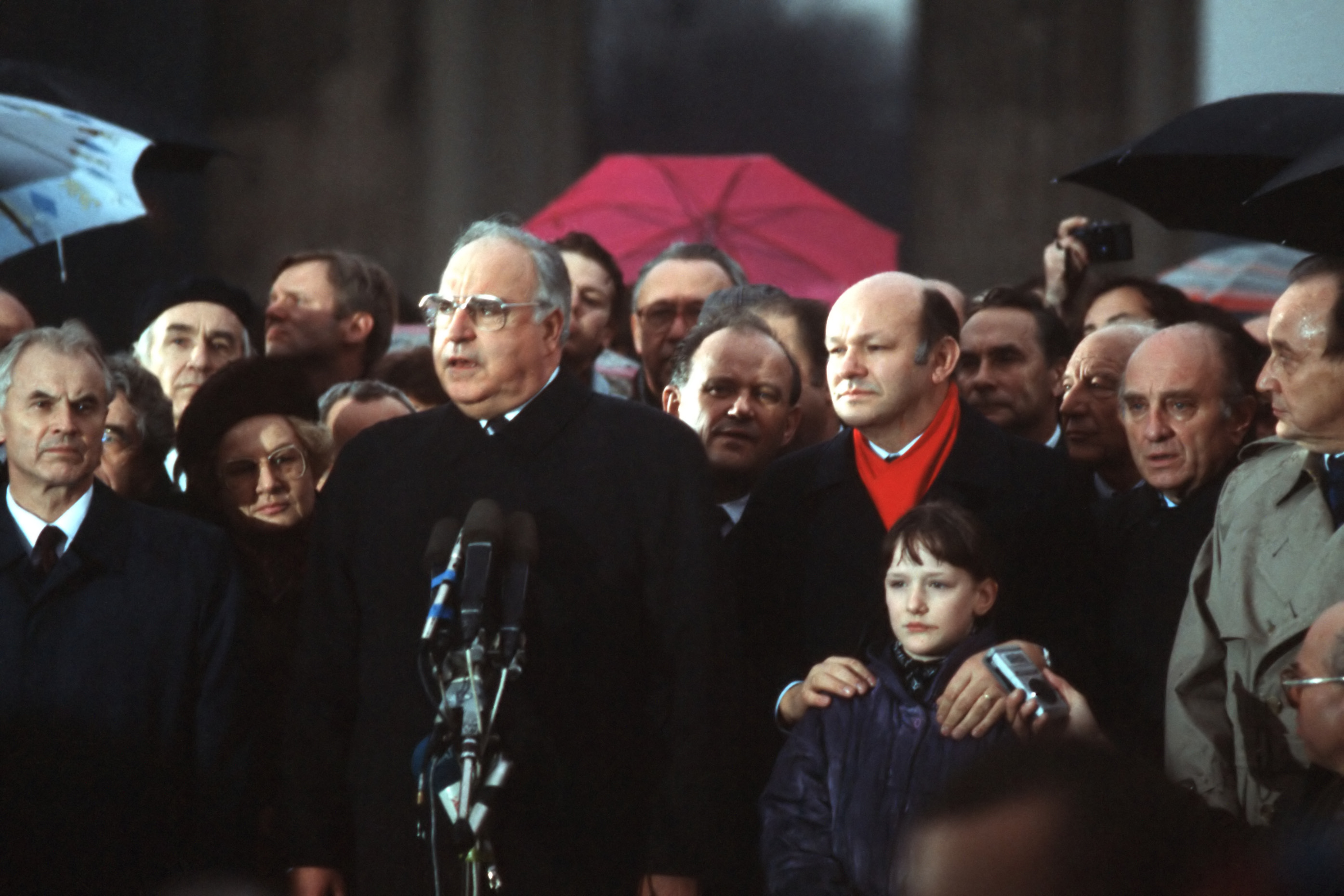
베를린 장벽 붕괴 후 연설하는 헬무트 콜 독일 총리

1990년 이후의 독일의 역사는 냉전 기간 분단된 서독과 동독이 1990년 통일된 이후부터 현재까지를 말하며, 일부 역사가들은 이를 "베를린 공화국"이라 한다.

## 헬무트 콜재임 기간 (1990-1998)

### 신연방주 탄생
1990년 10월 3일 동독이 몰락하고 그 자리에 새로운 5개의 연방주가 탄생했고(브란덴부르크주, 메클렌부르크포어포메른주, 작센주, 작센안할트주, 튀링겐주), 동시에 독일의 연방주가 되었다. 이 연방주들은 10월 14일 선거에서 기민련이 브란덴부르크를 제외한 모든 지역에서 승리했다. 
한때 동독의 수도였던 동베를린은 서베를린과 합쳐지면서 10월 3일 독일의 수도가 되었고, 12월 3일 베를린에서 재통일 이후 처음으로 주의회 선거가 실시되었다.

### 4번째 임기
재통일 이후 최초로 총선거가 실시되었으며, 기민련이 43.8%로 승리하여 정권을 이어가게 된다. (반면 사민당은 33.5%, 자민당은 11%로 나타났다)
1991년 6월 20일 연방의회는 베를린을 의회, 정부 및 중앙행정부 일부를 본에서 옮기게 되었고(독일 수도에 관한 결정), 이때부터 "베를린 공화국"이라는 용어를 사용하게 되었다.
리하르트 폰 바이츠제커가 물러나고 후임으로 로만 헤어초크 전 연방헌법법원 재판관이 1994년 대통령에 당선되었다.

### 5번째 임기
1994년 총선거에서, 콜이 재선에 성공하였다. 이후 1998년 10월 27일 사퇴하면서, 16년만에 총리직에서 물러나게 된다.